# غرغيان (لوداب)
غرغیان (بالفارسية: گرگیان) هي قرية تقع في إيران في قسم لوداب الريفي. يقدر عدد سكانها بـ 87 نسمة بحسب إحصاء 2016.